# میرآباد امامقلی
میرآباد امامقلی، روستایی در دهستان کهور خشک بخش ناصریه شهرستان گنبکی در استان کرمان ایران است. این روستا، مرکز دهستان کهور خشک است.

## جمعیت
بر پایه سرشماری عمومی نفوس و مسکن در سال ۱۳۹۵، جمعیت این روستا برابر با ۹۲۲ نفر (۲۷۴ خانوار) بوده است.